# Geher-Länderkampf der Frauen 1987 BR Deutschland – Polen – Tschechoslowakei – Ungarn – USA
| 16. Leichtathletik-Länderkampf mit bundesdeutscher Beteiligung 1987                 | 16. Leichtathletik-Länderkampf mit bundesdeutscher Beteiligung 1987 |
| ----------------------------------------------------------------------------------- | ------------------------------------------------------------------- |
|                                                                                     |                                                                     |
| Gehervergleich der Frauen: BR Deutschland – Polen – Tschechoslowakei – Ungarn – USA |                                                                     |
| Austragungsort                                                                      | Fürth                                                               |
| Wettbewerbe                                                                         | 1                                                                   |
| Datum                                                                               | 8. August                                                           |
| 1. HUN 2. USA 3. FRG 4. POL 5. CSK                                                  | 36 Punkte 35 Punkte 23 Punkte 21 Punkte 06 Punkte                   |
| Chronik                                                                             |                                                                     |
| ← FRG-POL-CSK-HUN-USA 00Geher (M)                                                   | FRA-FRG-GBR Geher (M) →                                             |

Im sechzehnten Vergleich des Länderkampfjahres 1987 traten zum ersten Mal in dieser Saison die Geherinnen zu einem Länderkampf an. Frauen und Männer bestritten in diesem Jahr im Gehsport insgesamt vier Begegnungen an zwei Orten, weitere Vergleiche sollten also noch folgen. Am 8. August trafen die Frauen nun in Fürth auf Polen, die Tschechoslowakei, Ungarn und die USA. In dieser Zusammensetzung der teilnehmenden Länder hatte zuvor noch kein Aufeinandertreffen stattgefunden.

## Modus
Ausgetragen wurde ein Wettbewerbe auf der Straße über fünf Kilometer. Je Land traten vier Geherinnen an, von denen die drei Besten in die Wertung kamen. Zur Punkteverteilung liegen keine Angaben vor.

## Ergebnis
Der Sieg in der Einzelwertung ging an eine US-Amerikanerin. Auf dem zweiten Rang folgte die beste bundesdeutsche Vertreterin vor zwei Ungarinnen und einer weiteren US-amerikanischen Geherin. Das Länderkampfresultat sah am Ende ganz anders aus als im Männervergleich. Mit 36 Punkten bei nur einem Punkt Vorsprung beendete Ungarn das Aufeinandertreffen siegreich. Zweite wurden die US-Amerikanerinnen vor den bundesdeutschen Athletinnen, die zwölf Punkte weniger auf ihrem Konto sammelten als die USA. Weitere zwei Punkte dahinter belegte Polen Rang vier. Deutlich abgeschlagen mit einem Rückstand von weiteren fünfzehn Punkten wurden die Polinnen Fünfte und Letzte.

## Resultat

### 5-km-Straßengehen
| Platz | Athletin        | Land | Zeit (min) |
| ----- | --------------- | ---- | ---------- |
| 01    | Debbi Lawrence  | USA  | 22:22      |
| 02    | Barbara Kollorz | FRG  | 22:24      |
| 03    | Andrea Alföldi  | HUN  | 22:46      |
| 04    | Mária Rosza     | HUN  | 23:00      |
| 05    | Ildikó Illyés   | HUN  | 23:17      |
| 06    | Sara Standley   | USA  | 23:25      |
| 07    | Teresa Vaill    | USA  | 23:34      |
| 08    | Beate Zgarda    | POL  | 23:35      |
| 09    | Katalin Horváth | HUN  | 23:42      |
| 10    | Zofia Wolan     | POL  | 23:47      |
| 11    | Lisa Vaill      | USA  | 23:49      |
| 12    | Anna Bak        | POL  | 23:58      |
| 13    | Brigitte Buck   | FRG  | 24:15      |
| 14    | Ewa Musur       | POL  | 24:22      |
| 15    | Renate Warz     | FRG  | 24:23      |
| 16    | Zuzana Holeková | CSK  | 24:39      |
| 17    | Dana Semelová   | CSK  | 24:47      |
| 18    | Catrin Rudolph  | FRG  | 24:59      |
| 19    | Jana Jergová    | CSK  | 25:21      |
| 20    | Viera Machová   | CSK  | 26:38      |